# Marine nationale (Repubblica Democratica del Congo)
La Marine nationale è la componente navale delle forze armate dello Stato africano della Repubblica Democratica del Congo.
Creata nel 1970, la Marine nationale è la componente più piccola e meno sviluppata delle Forces Armées de la République Démocratique du Congo, annoverando solo un pugno di unità leggere per il pattugliamento del piccolo tratto di costa nazionale nonché della più estesa rete fluviale e lacustre interna del Paese.

## Storia

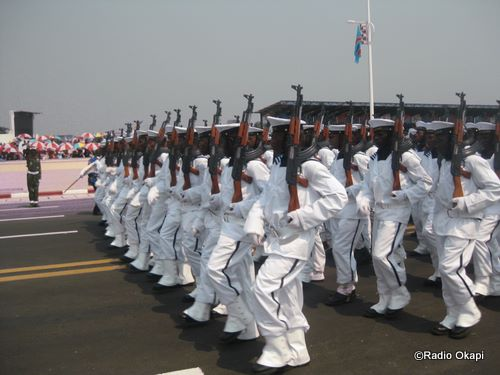
Marinai congolesi sfilano in parata a Kinshasa nel 2010

Dopo l'indipendenza dal dominio coloniale del Belgio nel 1960, la Repubblica del Congo conobbe un lungo periodo di instabilità interna, con conflitti civili e tentativi di secessione di intere province, nel corso del quale le neonate forze armate nazionali si sfaldarono dovendo essere ricostruite completamente. Lo Stato raggiunse una certa stabilità solo dopo l'imposizione della dittatura del generale Mobutu Sese Seko, il quale proclamò nel 1971 la nascita della Repubblica dello Zaire.
La creazione di una vera e propria forza navale militare congolese ebbe inizio concretamente solo nel 1970; il Paese controllava solo di una ridottissima linea costiera sull'oceano Atlantico lunga appena 37 chilometri, ma disponeva di un'estesa rete interna di oltre 15000 chilometri di fiumi navigabili, oltre ad affacci sui grandi bacini del Lago Tanganica, del Lago Kivu, del Lago Alberto e del Lago Edoardo sui suoi confini orientali. Mobutu fu inizialmente un alleato del Blocco occidentale, e la Marine nationale del neonato Zaire godette inizialmente dell'assistenza di una missione di addestramento di istruttori francesi nonché di un primo lotto di sei motovedette di origine statunitense, cui si aggiungeva il panfilo presidenziale Zaire. Nella seconda metà degli anni 1970 lo Zaire si avvicinò tuttavia politicamente al Blocco orientale, e nel 1974 l'Unione Sovietica rifornì la Marine nationale con quattro vecchie motosiluranti della classe P4. Il sodalizio migliore venne tuttavia stabilito con la Cina, che oltre a inviare una missione di addestramento a sostegno della Marine nationale fornì allo Zaire, tra il 1976 e il 1978, quattro unità della classe Shanghai, piccole cannoniere da 135 tonnellate di dislocamento armate con quattro cannoni da 37 mm, e quattro unità classe Huchuan, motosiluranti ad aliscafo. Altre due cannoniere classe Shanghai vennero invece consegnate dalla Cina nel 1987.

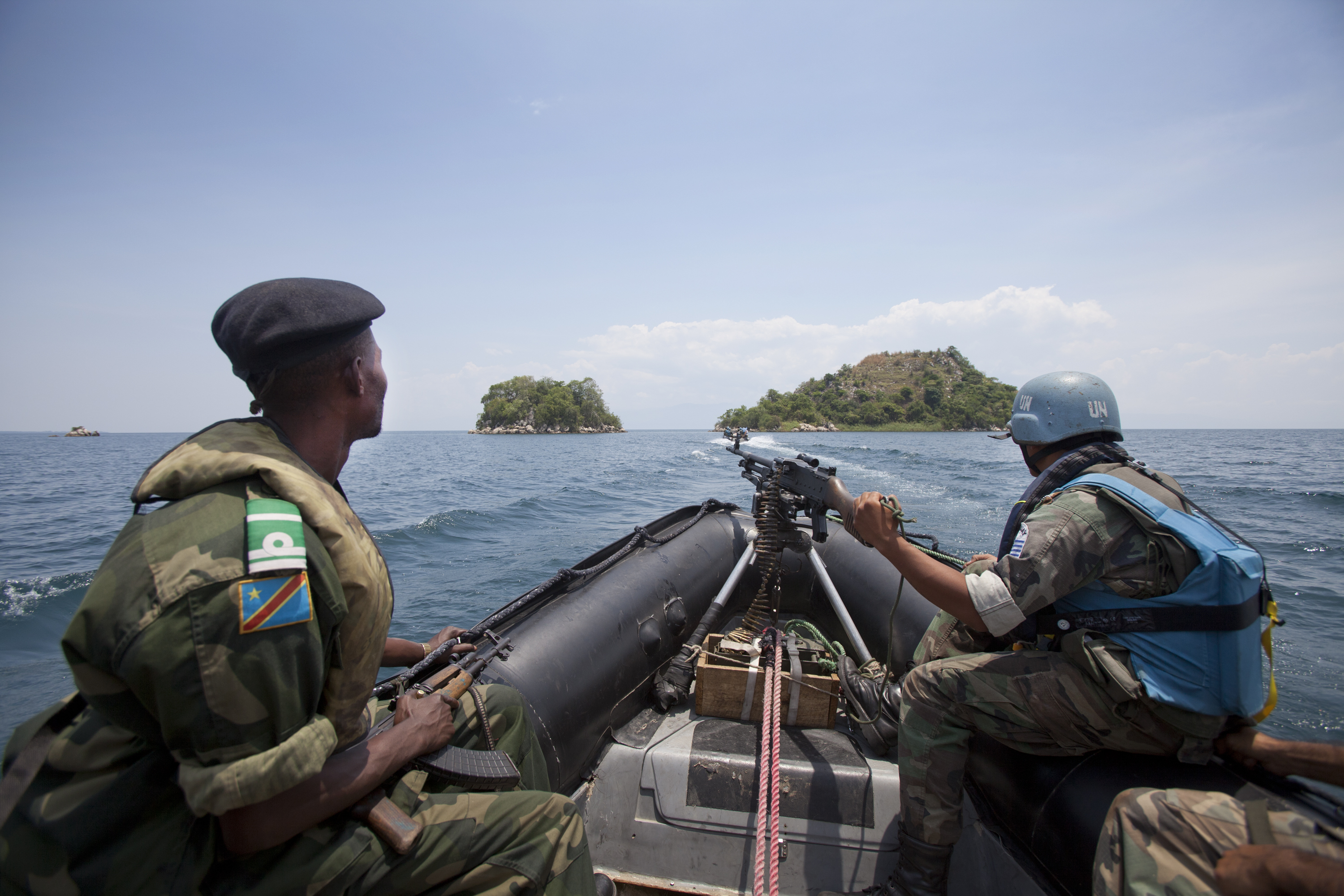
Un marinaio congolese (a sinistra) pattuglia le acque del Lago Tanganica insieme a un militare della missione MONUSCO delle Nazioni Unite nel 2012

La prima guerra del Congo del 1996-1997 portò al crollo del regime di Mobutu e alla trasformazione dello Zaire nella moderna Repubblica Democratica del Congo; il Paese cadde ben presto vittima di un nuovo periodo di violenta instabilità interna, sfociato in una seconda guerra del Congo proseguita fino al 2003. Durante questo periodo la Marine nationale di fatto fu lasciata decadere, dovendo dismettere per obsolescenza e mancanza di manutenzione buona parte del suo naviglio; all'inizio degli anni 2010 rimaneva in servizio un'unica cannoniera classe Shanghai, affiancata da una quarantina di piccole imbarcazioni da impiego fluviale e litoraneo. Forze navali congolesi vennero impiegante per pattugliare i laghi ai confini orientali durante gli scontri dell'endemico "conflitto del Kivu", affrontando milizie locali e ingaggiando scaramucce di frontiera con le forze armate dell'Uganda.

## Struttura
Al 2022 la Marine nationale congolese annovera circa 1000 effettivi in servizio, compreso un piccolo contingente di fanteria di marina. Il quartier generale di Kinshasa coordina tre comandi di flottiglia: uno litoraneo con base nei porti di Boma e Banana; uno fluviale con sede a Matadi; e uno lacustre con basi a Kalemie sul Lago Tanganica e a Goma sul Lago Kivu.